# 天津市教育委员会
天津市教育委员会，简称天津市教委，是中华人民共和国天津市人民政府主管教育工作的组成部门。

## 职责
1. 贯彻执行国家有关教育工作的法律、法规和方针、政策。研究起草有关地方性法规、规章草案和政策，并组织实施。
2. 研究拟定教育发展战略、规划，拟定教育体制改革有关政策以及教育发展的重点、结构和速度，并组织实施。指导教育改革和发展的理论研究及试验工作。指导教育招生考试工作和高等教育自学考试工作。
3. 统筹管理各类高等教育和高等职业教育，统筹管理和指导中等及中等以下各类教育，组织指导成人教育，统筹管理全市民办教育、中外合作办学工作。负责全市教育工作的督导和评估及基本信息的统计、分析和发布工作。
4. 管理和指导少数民族教育工作，组织、协调对少数民族和边远省区的教育援助。负责落实国家语言文字工作方针、政策和规划，指导推广普通话。
5. 统筹管理本部门教育经费。参与拟定改革和完善教育投资体制的政策、措施，落实筹措教育经费的各项措施，监测教育经费筹措和使用情况。
6. 主管全市的教师工作，指导教育系统人才队伍建设。
7. 负责学籍管理工作。参与拟订普通高等学校和中等职业技术学校毕业生就业政策，指导普通高等学校开展毕业生就业创业工作。
8. 指导各级各类学校的思想政治工作、德育工作、体育卫生与艺术教育工作及国防教育工作，全面实施素质教育。
9. 组织学校承担国家和我市重大科技项目并协调实施。规划、指导高校科学研究、技术开发、科技成果转化和“产学研”结合等工作。
10. 负责教育系统对外交流与合作工作，负责公派出国留学、国外来津留学和教育援外的管理工作，负责开展与香港、澳门特别行政区及台湾地区的教育交流与合作。
11. 指导学校安全保卫和后勤管理工作。
12. 指导有关的教育学会、协会和基金会等社会团体工作。
13. 承办市委、市政府交办的其他事项。[1]

## 机构设置
- 办公室
- 组织处
- 宣传处（教材办）
- 干部处
- 发展规划处
- 统战处
- 高等教育处
- 科学技术与研究生工作处（学位办）
- 法制处（政务服务处）
- 中小学教育处
- 继续教育处
- 职业教育处
- 学前教育处
- 体美劳教育处
- 学生思想教育与管理处
- 民办教育管理处
- 国际合作与交流处（港澳台合作与交流办公室）
- 协作支援与语言文字处
- 教师工作处
- 基本建设与后勤管理处
- 财务处
- 人事处
- 督政处
- 审计处
- 安全稳定处
- 机关党委办公室
- 督学处
- 巡察工作办公室
- 巡察组
- 离退休干部处
- 网络安全和信息化办公室
- 校外教育培训监管处

## 直属单位
天津市教育委员会下属全额拨款事业单位59个，截至2017年实有教职工51,559人，其中在职人员31,821人，离休人员387人，退休人员19,351人。享受财政补助的各类学生270,627人，其中博士1,747人，硕士23,906人，本科203,120人，高职19,826人，中专2,738人，中学生17,205人，小学生2,085人。
普通高等学校16所：
- 天津师范大学
- 天津医科大学
- 天津财经大学
- 天津中医药大学
- 天津理工大学
- 天津科技大学
- 天津工业大学
- 天津商业大学
- 天津职业大学
- 天津外国语大学
- 天津职业技术师范大学
- 天津城建大学
- 天津音乐学院
- 天津美术学院
- 天津农学院
- 天津市大学软件学院

普通中等专业学校4所：
- 华北石油学校
- 天津音乐学院附属中等音乐学校
- 天津市卫生学校
- 天津市幼儿师范学校

广播电视学校2所：
- 天津广播电视大学
- 天津市广播电视中等专业学校

技工学校1所：
- 天津职业技术师范大学附属高级技术学校；

中小学校及幼儿园11所：
- 天津外国语大学附属外国语学校
- 天津市天津中学
- 天津市南开中学
- 天津市新华中学
- 天津市耀华中学
- 天津市第一中学
- 天津市实验中学
- 天津市复兴中学
- 天津市瑞景中学
- 天津市海河中学
- 天津市实验小学
- 天津市幼儿师范学校附属幼儿园

特殊教育学校3所：
- 天津市工读学校（天津市第一一五中学）
- 天津市视力障碍学校
- 天津市聋人学校

其他教育机构20个：
- 天津市教育科学研究院
- 天津市教育招生考试院
- 天津市教育委员会教育教学研究室
- 天津市中小学教育教学研究室
- 天津市幼儿教育教学研究室
- 天津市成人教育理论研究室
- 天津市教育委员会教学仪器设备供应中心
- 天津市老年人大学
- 《天津教育》杂志社
- 天津市电化教育馆
- 天津市中小学后勤管理服务中心
- 天津市中小学校办产业管理中心
- 天津市校舍管理服务中心
- 天津市普通教育技术装备处
- 天津市教育委员会职业技术教育中心
- 天津市教育发展基金会
- 天津市语言文字培训测试中心
- 天津市学生资助中心
- 天津市地震工程研究所
- 天津市教育委员会财务管理中心

干部教育学校1个：
- 中国共产党天津市教育委员会党组党校；

医疗事业单位7个：
- 天津医科大学总医院
- 天津医科大学第二医院
- 天津医科大学口腔医院
- 天津医科大学眼科中心
- 天津医科大学代谢病防治中心
- 天津中医学院第一附属医院
- 天津中医学院第二附属医院